# Liste der Auslandsvertretungen Palaus

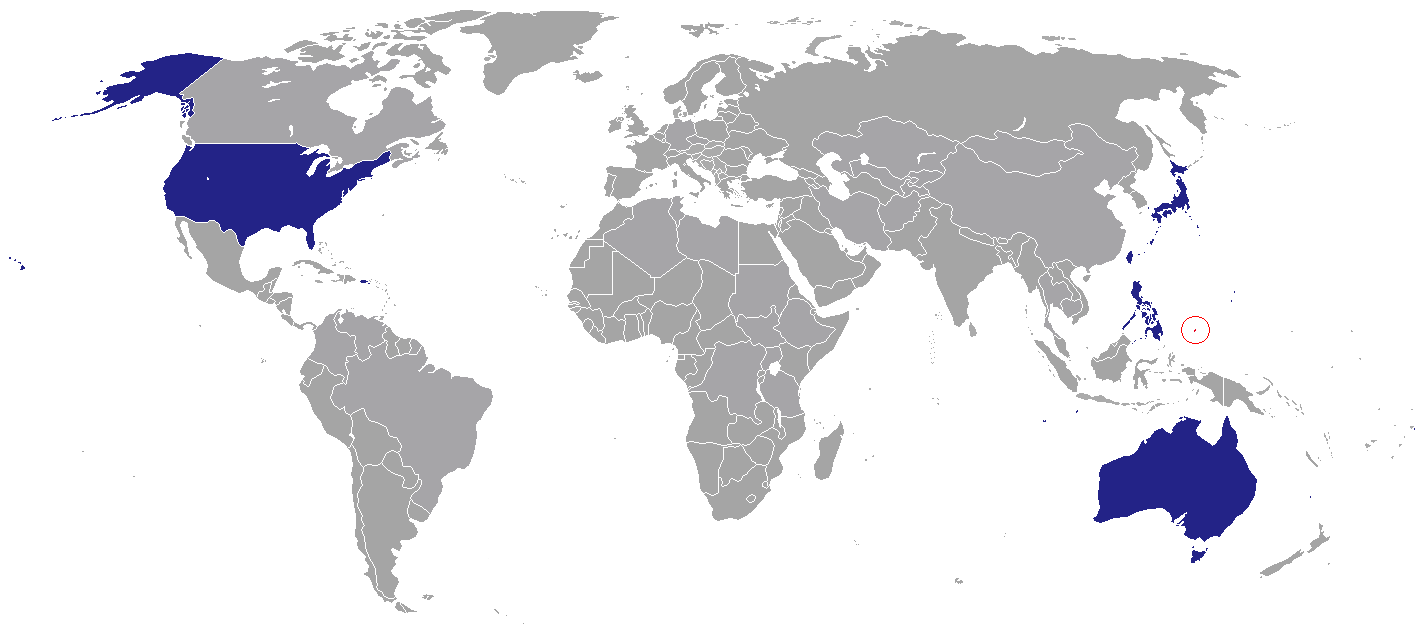
Standorte der diplomatischen Vertretungen Palaus (nur Botschaften)

Dies ist eine Liste der diplomatischen Vertretungen Palaus.

## Diplomatische Vertretungen

### Asien
- Japan: Tokio, Botschaft
- Philippinen: Manila, Botschaft
- Taiwan: Taipei, Botschaft
- Vietnam: Hanoi, Konsulat

### Australien und Ozeanien
- Guam: Hagåtña, Generalkonsulat
- Nördliche Marianen: Saipan, Generalkonsulat

### Europa
- Belgien: Brasschaat, Honorarkonsulat
- Vereinigtes Königreich: London, Honorarkonsulat

### Nordamerika
- Vereinigte Staaten: Washington, D.C., Botschaft

## Vertretungen bei internationalen Organisationen
- Vereinte Nationen: New York, Ständige Mission